# اسمیتیلبین
اسمیتیلبین (به انگلیسی: Smitilbin) با فرمول شیمیایی C۲۱H۲۲O۱۱ یک ترکیب شیمیایی با شناسه پاب‌کم ۹۸۸۹۹۶۲ است. که جرم مولی آن ۴۵۰٫۳۹ g/mol می‌باشد. 